# MacDowell Lake
MacDowell Lake är en sjö i Kanada.   Den ligger i Kenora District och provinsen Ontario, i den sydöstra delen av landet, 1 500 km nordväst om huvudstaden Ottawa. MacDowell Lake ligger 366 meter över havet. Arean är 55 kvadratkilometer. Den sträcker sig 13,2 kilometer i nord-sydlig riktning, och 14,7 kilometer i öst-västlig riktning.
I omgivningarna runt MacDowell Lake växer i huvudsak barrskog. Trakten runt MacDowell Lake är nära nog obefolkad, med mindre än två invånare per kvadratkilometer.